# Карюкай

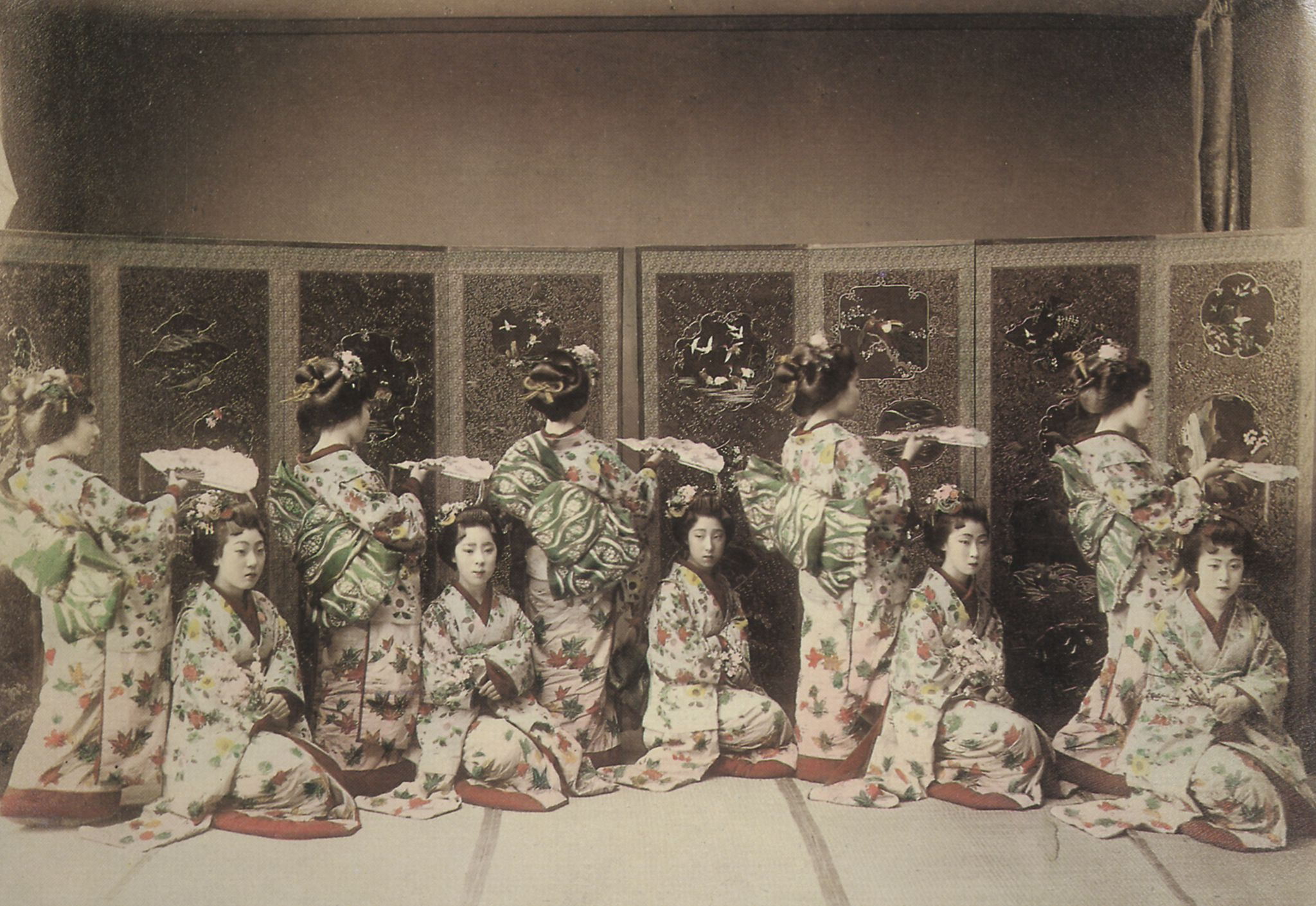
Уроки танцев для учениц гейш

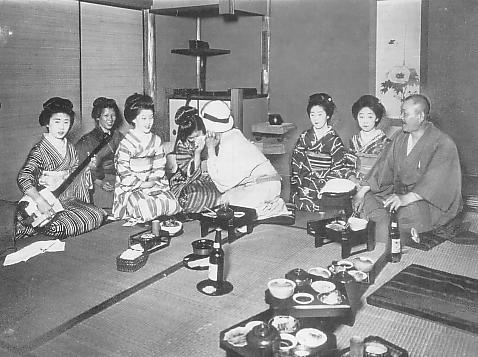
О-дзасики

Карюкай (яп. 花柳界 карю:кай, мир цветов и ив) — собирательное название японской культуры развлечений, связанной с гейшами и проститутками (юдзё), а также их самих и места их работы.

## История
Оформление культуры специфических развлечений началось в конце VI века. Девушки из обедневших семейств начали зарабатывать, развлекая богатых мужчин. Большинство из них принадлежало низшему сословию, поэтому среди услуг чаще всего имелись и сексуальные. Однако некоторые из сабуруко (яп. 左夫流児 прислуга) были образованными женщинами, и могли обеспечить себя, не прибегая к проституции.
Хотя проституция (как и собственно секс) в Японии не считалась греховной или постыдной, правительство в XVI веке начало сдерживать её рост устроением особых огороженных кварталов, изначально называвшихся ханамати (яп. 花街 цветочный квартал), позже переименованных в юкаку (яп. 遊郭 ю:каку, квартал публичных домов). Целью изоляции было введение централизованного учёта проституток для контроля налоговых сборов. Работницам (и работникам) было запрещено покидать юкаку, исключением было только весеннее любование цветами сакуры, посещение врача или вызов в суд.
Название «карюкай» происходит от прозвищ юдзё — «цветы» и гейш — «ивы», не такие цветистые, как проститутки, но более изящные.

### Известные работники карюкай
Гейши:
- Минэко Ивасаки, прототип Чио Сакамото в книге Артура Голдена «Мемуары гейши»;
- О-юки, вышедшая замуж за одного из наследников семьи Морган, Джорджа Деннисона.

Юдзё:
- Ёсино таю, известная юдзё XVII века.

## Работники карюкай
- Юдзё, проститутки. Ранги по убывающей:
  - очень дорогие и умелые в искусствах токийские куртизанки ойран и их конкуренты из Киото таю;
  - коси;
  - цубонэ; в эпоху Гэнроку их обогнали умэтя;
  - киримисэ;
  - сантя, банщицы;
  - низший класс, хаси.
- Гейши, появившиеся как более дешёвое, по сравнению с ойран, развлечение. Гейши выдержали конкуренцию с проститутками только потому, что им было запрещено оказывать сексуальные услуги.
  - гэйко (芸伎)
  - майко (舞妓) или хангёку (半玉), ученицы
- Тайкомоти (яп. 太鼓持ち, подносящий барабан), или хокан (幇間) — профессия, выросшая из придворных шутов. Тайкомоти развлекают клиентов глупыми шутками и разряжают атмосферу. Первыми гейшами были тайкомоти, назвавшие себя людьми искусства, то есть, гейшами.
- Отокоси (яп. 男衆, мужчина-одевальщик) и онагоси (яп. 女衆, женщина-одевальщица), помогающие проституткам и гейшам одеваться перед работой.
- Многочисленная прислуга.

## Влияние закона о запрете проституции
В 1957 году в Японии был принят закон о запрете проституции. Это повело за собой закрытие юкаку. Киотоская Симабара полностью закрылась, единственный оставшийся окия (дом, где живут гейши или юдзё) под названием Ватигайя (яп. 輪違屋 дом переплетённых колец) был восстановлен как музей и как место жительства пяти оставшихся таю.
На ханамати гейш принятие закона не повлияло. Сегодня они всё так же, в том числе и через прессу, предлагают организацию вечеринок. Во многих японских городах имеются кварталы гейш. В одних, таких как Киото и Токио, это огромные процветающие районы с десятками окия и чайных домиков, в других, например, в Наре, Канадзаве, Фукуоке или Нагое, это два—пять чайных домиков и несколько окия.